# North St. Paul (Minnesota)
North St. Paul is een plaats (city) in de Amerikaanse staat Minnesota, en valt bestuurlijk gezien onder Ramsey County. North St. Paul ligt ten noordoosten van Saint Paul in het grootstedelijk gebied van Minneapolis-St. Paul.
Op de hoek van Minnesota State Highway 36 en Margaret Street staat een grote kunstsneeuwpop, de North Saint Paul Snowman. Deze vormt het officiële logo van North Saint Paul.

## Demografie
Bij de volkstelling in 2000 werd het aantal inwoners vastgesteld op 11.929.

## Geografie
Volgens het United States Census Bureau beslaat de plaats een oppervlakte van 7,8 km², waarvan 7,5 km² land en 0,3 km² water.

## Plaatsen in de nabije omgeving
De onderstaande figuur toont nabijgelegen plaatsen in een straal van 8 km rond North St. Paul.